# Gouvernement Flosse 2013
Polynésie française
Temaru V Fritch I
Le Gouvernement Flosse 2013 est le gouvernement de la Polynésie française qui constitue l'organe exécutif de cette collectivité d'outre-mer. Il est formé à la suite de l'élection de Gaston Flosse par l'Assemblée de la Polynésie française, vainqueur des élections territoriales de 2013. Au cours de son mandat, il réunira deux gouvernements, à la suite d'un remaniement.

## Attributions
Ses attributions sont régies par la section 5 du chapitre Ier, titre IV de la loi organique n° 2004-192 modifiée, du 27 février 2004, relatif au statut d'autonomie de la Polynésie française.

## Composition
Le président de la Polynésie française, Gaston Flosse, a nommé son équipe gouvernementale le 17 mai 2013, à la suite des élections territoriales. Quatorzième exécutif du territoire depuis 2004, il comprend :
- M. Gaston Flosse (Taoheraa), Président de la Polynésie française, chargé de la Solidarité, de l'Emploi, des Affaires internationales et européennes, de la Lutte contre la pauvreté et l'exclusion, des Personnes âgées et des Relations avec les communes. Il est destitué de tous ses mandats locaux le 5 septembre 2014, à la suite d'une condamnation définitive.
- M. Nuihau Laurey (Taoheraa), Vice-Président, chargé de l'Économie et des Finances, du Budget, de la Fonction publique, des Entreprises, de l'Industrie et de la Promotion des exportations.
- M. Marcel Tuihani Jr (Taoheraa), ministre du Logement et des Affaires foncières, de l’Économie numérique, de la Communication et de l’Artisanat ; porte parole du gouvernement.
- M. Geffry Salmon (Taoheraa), ministre du Tourisme, de l’Écologie, de la Culture, de l’Aménagement du territoire et du Transport aérien.
- M. Tearii Alpha (Taoheraa), ministre des Ressources marines, des Mines, de la Recherche, de la Perliculture et de l’Aquaculture, chargé des Relations avec les institutions, l'Assemblée de la Polynésie française et le Conseil économique et social.
- Mme. Béatrice Chanssin (Taoheraa), ministre de la Santé et du Travail, chargée de la Protection sociale généralisée, de la Formation professionnelle, du Dialogue social, du Droit des femmes et de la Lutte contre la toxicomanie.
- M. Michel Leboucher (Taoheraa), ministre de l'Éducation.
- M. Bruno Marty (Taoheraa), ministre de l’Équipement, de l’Urbanisme, de l’Énergie et du Transport terrestre et maritime.
- M. Thomas Moutame (Taoheraa), ministre de l’Agriculture, de l’Agroalimentaire et de la Pêche.

## Remaniement
Le 18 novembre 2013, à la suite de la démission de Bruno Marty, Gaston Flosse, a remanié son gouvernement ainsi : 
- Gaston Flosse : Président de la Polynésie française, ministre des Affaires internationales, Européennes et du Pacifique, de l’Aménagement du territoire et des Energies. Chargé des relations avec les communes.
- Nuihau Laurey : Vice-président de la Polynésie française,ministre de l’Economie, des Finances, du Budget et du Travail. Chargé des Entreprises et de l’Industrie, de la Promotion des exportations, de la Lutte contre la vie chère et du Dialogue social.
- Geffry Salmon : Ministre du Tourisme, de l’Écologie, de la Culture, des Transports aériens.
- Tearii Alpha : Ministre des Ressources marines, des Mines, de la Recherche. Chargé de la Perliculture, de la Pêche, de l’Aquaculture, des Relations avec les institutions.
- Manolita Ly : Ministre de la Solidarité, de l’Emploi, de la Famille. Chargée du RSPF, de la Formation professionnelle, de la Lutte contre la pauvreté et l’exclusion, des Personnes âgées, des personnes handicapées, des Droits de la femme.
- Marcel Tuihani : Ministre du Logement, des Affaires foncières, de l’Économie numérique, de l’Artisanat. Chargé de la Communication, de l’Accession à la propriété des logements sociaux et des remblais maritimes. Porte-parole du gouvernement.
- Béatrice Chansin : Ministre de la Santé, de la Protection sociale généralisée, de la Fonction publique. Chargée de la Prévention, de la Réforme de l’administration, de la lutte contre la toxicomanie et l’alcoolisme.
- Michel Leboucher : Ministre de l’Education, de l’Enseignement supérieur, de la Jeunesse et des Sports. Chargé de la Vie associative.
- Albert Solia : Ministre de l’Equipement, de l’Urbanisme, des Transports terrestres et maritimes.
- Thomas Moutame : Ministre de l’Agriculture, de l’Agroalimentaire, de l’Élevage, de l’Égalité et du Développement des archipels.